# Torres del Carrizal
Torres del Carrizal – gmina w Hiszpanii, w prowincji Zamora, w Kastylii i León, o powierzchni 30,35 km². W 2011 roku gmina liczyła 459 mieszkańców.